# Droit juif des successions
Le droit juif des successions est traité dans la halakha.
Bien qu'il semble de nos jours tombé en désuétude, il reste cependant appliqué par quelques tribunaux rabbiniques comme en Iran et pris en compte dans le droit israélien.

## Droit de succession dans les sources juives

### Dans la littérature biblique
La Bible mêle au long de ses 24 Livres injonctions et récits relatifs aux lois de succession. Ainsi dans la genèse, Abraham  regrette que Dieu ne lui ait pas « donné de postérité, et l’enfant de sa maison sera son héritier ». Plus loin, la Torah régularise la succession : « Lorsqu’un homme mourra sans laisser de fils, vous ferez passer son héritage à sa fille. S’il n’a point de fille, vous donnerez son héritage à ses frères. S’il n’a point de frères, vous donnerez son héritage aux frères de son père. S’il n’y a point de frères de son père, vous donnerez son héritage au plus proche parent dans sa famille, et c’est lui qui le possédera. Ce sera pour les enfants d’Israël une loi et un droit, comme l’Éternel l’a ordonné à Moïse » 